# Zračna luka Jože Pučnika Ljubljana
Zračna luka Jože Pučnika Ljubljana (Zračna luka Brnik ili Aerodrom Ljubljana) je glavna i najveća zračna luka u centralnoj Sloveniji. Nalazi se 26 km sjeverno od Ljubljane u neposrednoj blizini Donjeg Brnika. Redovne autobusne linije povezuju zračnu luku s Kranjem i Ljubljanom. 
Nosi ime po Jože Pučniku, slovenskom disidentu, političaru i sociologu. Jože Pučnik je bio je jedan od najzasluženijih osoba koji je doveo do neovisnosti Slovenije od SFR Jugoslavije.